# Pour qui sonne le gras
Pour qui sonne le gras (Death Has as a Shadow en version originale) est le premier épisode de la première saison des Griffin. Cet épisode a été diffusé pour la première fois le 31 janvier 1999 sur le réseau Fox aux États-Unis et le 9 juillet 2000 sur Canal+ en France.

## Résumé
Alors que Loi prépare le diner, Stewie est en train d'ajouter la touche finale à son appareil à changer les esprits des gens, mais se le fait confisquer par Lois qui n'autorise pas les "jouets" à table. Plus tard, Peter compte se rendre à une soirée chez son ami Quagmire. Sa femme Lois lui défend de boire de l'alcool à la soirée, lui rappelant ses précédents accidents causé par son alcoolisme. Arrivé là-bas, Quagmire montre à Peter une cassette de porno. Malheureusement, la cassette a été réengistrée, et un documentaire sur la statue de la Liberté se trouve sur la cassette. Peter, Quagmire et ses amis attendent donc toute la soirée que la statue de la liberté se déshabille. En attendant, Peter et les autres se soûlent à l'alcool, jusqu'à rentre ivre chez lui. Le lendemain, à son travail, Peter, à cause son ivresse s'endort au travail, et est donc licencié pour grave faute professionnelle. Le soir, Peter raconte la vérité à Brian, et ce dernier promet de ne pas mettre Lois au courant. Peter essaie donc de trouver un nouvel emploi, sans succès. Plus tard, à cause d'une erreur administrative, Peter reçoit 150 000 $ par semaine. Il fait croire à sa famille qu'il a trouvé un nouvel emploi bien payé, et commence à dépenser son argent en diverses fantaisies inutiles. Malheureusement, Lois apprend la vérité quelque temps plus tard, et ordonne à Peter de rendre cet argent. Peter et Brian décide donc de jeter l'argent accumulé depuis un dirigeable au dessus du Super Bowl, et se font abattre immédiatement. 
Lois apprend immédiatement la nouvelle et est encore plus en colère contre Peter car celui-ci lui a menti. La famille se rend immédiatement au tribunal pour assister au procès de Peter. Il est condamné à 24 mois de prison pour fraude. Lois tente d'expliquer à quel point Peter a juste fait une bêtise et qu'elle l'aime, ce qui fait réfléchir le juge. À la place de ça, elle sera envoyée en prison avec lui. Mais Stewie, grâce à son appareil à changer les esprits, parvient à faire changer d'avis le juge, et parvient même à faire retrouver à Peter son ancien emploi. Tout est bien qui finit bien, la famille se retrouve donc dans leur maison, et Peter juge qu'il a compris la leçon et jure de ne plus jamais recommencer.